# Galbadrakhyn Otgontsetseg
Galbadrakhyn Otgontsetseg (Ulan Bator, 25. siječnja 1992.) kazahstanska je džudašica mongolskog podrijetla, natjecateljica u kategoriji do 48 kg.

## Športska karijera
Rođena je u glavnom gradu Mongolije Ulan Batoru 25. siječnja 1992. Nakon preseljenja u Kazahstan, 2015. dobila je kazahstansko državljanstvo i mogućnost predstavljanja svoje nove zemlje na međunarodnim natjecanjima u džudu.
Dobrim rezultatima u 2014. i 2015. ispunila je normu za Olimpijske igre 2016. u Rio de Janeiru, gdje je osvojila srebrno odličje.
| Olimpijske igre 2016. |                  |                    |
| Protivnica            | Rezultat/Ishod   | Stupanj natjecanja |
| Taciana Lima          | 010:010, pobjeda | 2. krug            |
| Ami Kondo             | 010:100, poraz   | Četvrtzavršnica    |
| Éva Csernoviczki      | 100:000, pobjeda | Repasaž            |
| Dayaris Mestre        | 100:000, pobjeda |                    |